# Public Information Research
Public Information Research (PIR) es una organización sin ánimo de lucro cuya sede está en San Antonio, Texas, en Estados Unidos, fundada en 1989 por Daniel Brandt y Steve Badrich. En 2002 lanzó Google Watch y en el año 2005 Wikipedia Watch así como también Yahoo Watch, todos sitios web vinculados al tema de la información en Internet.

## Google Watch
Google Watch es un sitio web fundado en 2002 para informar sobre cualquier conflicto relacionado con Google, uno de los más importantes servidores de Internet, y, en particular, sobre casos en los que pudiera haber dudas sobre el respeto de este servidor en lo relativo a la confidencialidad, la intimidad o la vida privada de los usuarios.

## Wikipedia Watch
Wikipedia Watch es un sitio web de Public Information Research con la finalidad de monitorear Wikipedia. Su inspirador Brandt dice que el hecho de que las informaciones que figuran en Wikipedia sean reproducidas por muchos otros sitios web, hace que a esta enciclopedia deba exigirse un nivel de fiabilidad muy alto. También afirma haber encontrado 142 casos de plagio en la versión de Wikipedia en inglés. Dentro de Wikipedia Watch, también existe una página llamada Hive Mind (literalmente, mente de
colmena) donde se dan detalles sobre las vidas de algunos bibliotecarios de Wikipedia en inglés, lo que en este caso no puede ser considerado como una violación de la intimidad, dado que se supone que todos los datos que figuran en esta enciclopedia son del dominio público, incluyendo los de carácter personal que figuren en las páginas de usuario. Brandt sostiene que el relativo anonimato de los usuarios de Wikipedia conlleva un cierto peligro de acciones irresponsables. 
Una investigación de Brandt descubrió la identidad de un vándalo de Wikipedia que había escrito que el famoso estadounidense John Seigenthaler Sr estaba involucrado en el asesinato de John F. Kennedy, un caso que ya había alcanzado los medios de comunicación. Seigenthaler descubrió por sí mismo el origen de esta calumnia, cuando leyó su biografía en Wikipedia en inglés.